# Desognaphosa malbon
Desognaphosa malbon là một loài nhện trong họ Trochanteriidae. Loài này phân bố ở Queensland.